# Oliver Schaller
Oliver Schaller (* 15. August 1994 in Bösingen, Freiburg) ist ein Schweizer Badmintonspieler.

## Karriere
Schaller begann mit elf Jahren beim BC Schmitten Badminton zu spielen. 2012 wurde er in die Nationalmannschaft aufgenommen und siegte bei den Schweizer Juniorenmeisterschaften in zwei Disziplinen. Im folgenden Jahr erspielte Schaller im Herreneinzel bei den nationalen Titelkämpfen die Bronzemedaille und erreichte mit dem Malaysier Tan Bin Shen das Endspiel der Slovak International. 2014 wurde er mit Ayla Huser und Mathias Bonny Dritter bei den Schweizer Meisterschaften und zog bei den Slovak International mit Céline Burkart ins Finale ein. Bei den nationalen Meisterschaften triumphierte Schaller 2015 im Herrendoppel und stand auch im Mixed auf dem Podium. Ausserdem vertrat der Schweizer sein Land bei den Europaspielen in Baku. Nach dem Abstieg seines Verein aus der Nationalliga A wechselte Schaller zum SC Uni Basel. 2016 war er mit seinem Sieg in seinem Heimatland bei den Swiss International erstmals bei einem Wettkampf der Badminton World Federation erfolgreich. Ausserdem wurde er bei den Schweizer Meisterschaften in zwei Disziplinen Vizemeister. Im folgenden Jahr gewann Schaller mit Burkart den nationalen Meistertitel und wurde an der Seite von Pierrick Deschenaux Dritter. 2018 siegte Schaller im Gemischten Doppel bei den Egypt International, verteidigte seinen Mixed-Titel bei den Schweizer Meisterschaften und war auch mit Bonny siegreich. Zur Saison 2018/19 wechselte er zurück zu seinem ersten Nationalliga-Verein, Union Tafers-Fribourg. Auch in den beiden Folgejahren triumphierte Schaller an der Seite von Burkart bei den nationalen Titelkämpfen und stand ein weiteres Mal im Herrendoppel auf dem Podium. 2019 nahm er erneut an den Europaspielen teil. Nach den Weltmeisterschaften in ihrem Heimatland verkündeten Schaller und Burkart, dass sie ihre Karrieren im Nationalteam beenden.

## Sportliche Erfolge
| Jahr | Veranstaltung              | Platz | Disziplin    | Spielpartner    |
| ---- | -------------------------- | ----- | ------------ | --------------- |
| 2013 | Slovak International 2013  | 2.    | Herrendoppel | Tan Bin Shen    |
| 2013 | Irish International 2013   | 3.    | Mixed        | Ayla Huser      |
| 2014 | Slovak International 2014  | 2.    | Mixed        | Céline Burkart  |
| 2015 | Iceland International 2015 | 3.    | Mixed        | Céline Burkart  |
| 2015 | Polish International 2015  | 3.    | Herrendoppel | Thomas Heiniger |
| 2016 | Greece Open 2016           | 3.    | Mixed        | Céline Burkart  |
| 2016 | Swiss International 2016   | 3.    | Herrendoppel | Michael Fuchs   |
| 2016 | Swiss International 2016   | 1.    | Mixed        | Céline Burkart  |
| 2018 | Egypt International 2018   | 1.    | Mixed        | Céline Burkart  |

| Jahr | Veranstaltung                        | Platz | Disziplin    | Spielpartner        |
| ---- | ------------------------------------ | ----- | ------------ | ------------------- |
| 2012 | Schweizer Juniorenmeisterschaft 2012 | 1.    | Herrendoppel | Alexandre Morand    |
| 2012 | Schweizer Juniorenmeisterschaft 2012 | 1.    | Mixed        | Océane Varrin       |
| 2013 | Schweizer Meisterschaft 2013         | 3.    | Herreneinzel |                     |
| 2014 | Schweizer Meisterschaft 2014         | 3.    | Herrendoppel | Mathias Bonny       |
| 2014 | Schweizer Meisterschaft 2014         | 3.    | Mixed        | Ayla Huser          |
| 2015 | Schweizer Meisterschaft 2015         | 1.    | Herrendoppel | Mathias Bonny       |
| 2015 | Schweizer Meisterschaft 2015         | 3.    | Mixed        | Céline Burkart      |
| 2016 | Schweizer Meisterschaft 2016         | 2.    | Herrendoppel | Pierrick Deschenaux |
| 2016 | Schweizer Meisterschaft 2016         | 2.    | Mixed        | Céline Burkart      |
| 2017 | Schweizer Meisterschaft 2017         | 3.    | Herrendoppel | Pierrick Deschenaux |
| 2017 | Schweizer Meisterschaft 2017         | 1.    | Mixed        | Céline Burkart      |
| 2018 | Schweizer Meisterschaft 2018         | 1.    | Herrendoppel | Mathias Bonny       |
| 2018 | Schweizer Meisterschaft 2018         | 1.    | Mixed        | Céline Burkart      |
| 2019 | Schweizer Meisterschaft 2019         | 1.    | Mixed        | Céline Burkart      |
| 2020 | Schweizer Meisterschaft 2020         | 3.    | Herrendoppel | Benedikt Schaller   |
| 2020 | Schweizer Meisterschaft 2020         | 1.    | Mixed        | Céline Burkart      |
| 2021 | Schweizer Meisterschaft 2021         | 3.    | Herrendoppel | Benedikt Schaller   |